# Wiesen (Hofbieber)
Wiesen ist einer von 16 Ortsteilen der Gemeinde Hofbieber im osthessischen Landkreis Fulda.

## Geographische Lage
Der Ort grenzt im Uhrzeigersinn im Norden beginnend an, die Ortsteile Traisbach, Niederbieber, Margretenhaun (Gemeinde Petersberg) und Steinhaus Gemeinde Petersberg.
Siedlungsplätze innerhalb der Gemarkung
- Mittelberg

## Geschichte

### Ortsgeschichte
Die älteste bekannte schriftliche Erwähnung von Wiesen erfolgte unter dem Namen „Wisen“ vor dem Jahr 1160 im Codex Eberhardi.
Als Grundherrschaft ist belegt:
- Besitz des Klosters Petersberg bei Fulda vor dem Jahr 1160.

Zum 31. Dezember 1971 wurde die bis dahin selbstständige Gemeinde Wiesen auf freiwilliger Basis in die Gemeinde Hofbieber eingemeindet. Wie für alle nach Hofbieber eingegliederten Gemeinden wurde auch für Wiesen ein Ortsbezirk gebildet.

### Verwaltungsgeschichte im Überblick
Die folgende Liste zeigt die Staaten und Verwaltungseinheiten, denen Wiesen angehört(e):
- vor 1803: Heiliges Römisches Reich, Hochstift Fulda, Amt Bieberstein
- 1803–1806: Heiliges Römisches Reich, Fürstentum Nassau-Oranien-Fulda, Fürstentum Fulda, Amt Bieberstein
- 1806–1810: Kaiserreich Frankreich, Fürstentum Fulda (Militärverwaltung)
- 1810–1813: Großherzogtum Frankfurt, Departement Fulda, Disrrikt Bieberstein
- ab 1816: Kurfürstentum Hessen, Großherzogtum Fulda, Amt Bieberstein
- ab 1821/22: Kurfürstentum Hessen, Provinz Fulda, Kreis Fulda[7][Anm. 2]
- ab 1848: Kurfürstentum Hessen, Bezirk Fulda
- ab 1851: Kurfürstentum Hessen, Provinz Fulda, Kreis Fulda
- ab 1867: Norddeutscher Bund, Königreich Preußen,[Anm. 3] Provinz Hessen-Nassau, Regierungsbezirk Kassel, Kreis Fulda
- ab 1871: Deutsches Reich,  Königreich Preußen, Provinz Hessen-Nassau, Regierungsbezirk Kassel, Kreis Fulda
- ab 1918: Deutsches Reich, Freistaat Preußen, Provinz Hessen-Nassau, Regierungsbezirk Kassel, Kreis Fulda
- ab 1944: Deutsches Reich, Freistaat Preußen, Provinz Kurhessen, Landkreis Fulda
- ab 1945: Deutsches Reich, Amerikanische Besatzungszone, Groß-Hessen, Regierungsbezirk Kassel, Landkreis Fulda
- ab 1946: Deutsches Reich, Amerikanische Besatzungszone, Hessen, Regierungsbezirk Kassel, Landkreis Fulda
- ab 1949: Bundesrepublik Deutschland, Hessen, Regierungsbezirk Kassel, Landkreis Fulda
- ab 1972: Bundesrepublik Deutschland, Land Hessen, Regierungsbezirk Kassel, Landkreis Fulda, Gemeinde Hofbieber

## Bevölkerung

### Einwohnerstruktur 2011
Nach den Erhebungen des Zensus 2011 lebten am Stichtag dem 9. Mai 2011 in Wiesen 336 Einwohner. Darunter waren 3 (0,9 %) Ausländer.
Nach dem Lebensalter waren 54 Einwohner unter 18 Jahren, 141 waren zwischen 18 und 49, 84 zwischen 50 und 60 und 60 Einwohner waren älter.
Die Einwohner lebten in 150 Haushalten. Davon waren 39 Singlehaushalte, 51 Paare ohne Kinder und 48 Paare mit Kindern, sowie 12 Alleinerziehende und keine Wohngemeinschaften. In 27 Haushalten lebten ausschließlich Senioren und in 111 Haushaltungen leben keine Senioren.

### Einwohnerentwicklung
Quelle: Historisches Ortslexikon
- 1510: 9 Viehhalter.
- 1790: 6 Bauern, 4 Hintersiedel u. 3 Hüttner
- 1812: 20 Feuerstellen, 152 Seelen

| Wiesen: Einwohnerzahlen von 1812 bis 2023 | Wiesen: Einwohnerzahlen von 1812 bis 2023 | Wiesen: Einwohnerzahlen von 1812 bis 2023 | Wiesen: Einwohnerzahlen von 1812 bis 2023 | Wiesen: Einwohnerzahlen von 1812 bis 2023 |
| --- | ----------------------------------------- | ----------------------------------------- | ----------------------------------------- | ----------------------------------------- |
| Jahr |                                           |                                           |                                           | Einwohner                                 |
| 1812 | 1812                                      |                                           | 152                                       | 152                                       |
| 1834 | 1834                                      |                                           | 184                                       | 184                                       |
| 1840 | 1840                                      |                                           | 188                                       | 188                                       |
| 1846 | 1846                                      |                                           | 177                                       | 177                                       |
| 1852 | 1852                                      |                                           | 148                                       | 148                                       |
| 1858 | 1858                                      |                                           | 164                                       | 164                                       |
| 1864 | 1864                                      |                                           | 156                                       | 156                                       |
| 1871 | 1871                                      |                                           | 150                                       | 150                                       |
| 1875 | 1875                                      |                                           | 143                                       | 143                                       |
| 1885 | 1885                                      |                                           | 124                                       | 124                                       |
| 1895 | 1895                                      |                                           | 124                                       | 124                                       |
| 1905 | 1905                                      |                                           | 130                                       | 130                                       |
| 1910 | 1910                                      |                                           | 141                                       | 141                                       |
| 1925 | 1925                                      |                                           | 171                                       | 171                                       |
| 1939 | 1939                                      |                                           | 157                                       | 157                                       |
| 1946 | 1946                                      |                                           | 321                                       | 321                                       |
| 1950 | 1950                                      |                                           | 263                                       | 263                                       |
| 1956 | 1956                                      |                                           | 217                                       | 217                                       |
| 1961 | 1961                                      |                                           | 217                                       | 217                                       |
| 1967 | 1967                                      |                                           | 204                                       | 204                                       |
| 1970 | 1970                                      |                                           | 236                                       | 236                                       |
| 1980 | 1980                                      |                                           | ?                                         | ?                                         |
| 1990 | 1990                                      |                                           | ?                                         | ?                                         |
| 2000 | 2000                                      |                                           | ?                                         | ?                                         |
| 2011 | 2011                                      |                                           | 336                                       | 336                                       |
| 2023 | 2023                                      |                                           | 376                                       | 376                                       |
| Datenquelle: Historisches Gemeindeverzeichnis für Hessen: Die Bevölkerung der Gemeinden 1834 bis 1967. Wiesbaden: Hessisches Statistisches Landesamt, 1968. Weitere Quellen: LAGIS; Gemeinde Hofbieber; Zensus 2011 |                                           |                                           |                                           |                                           |

### Historische Religionszugehörigkeit
| • 1885: | 124 katholische (= 100 %) Einwohner                               |
| • 1961: | 12 evangelische (= 5,53 %), 205 katholische (= 94,47 %) Einwohner |

## Politik
Für Wiesen besteht ein Ortsbezirk (Gebiete der ehemaligen Gemeinde Wiesen) mit Ortsbeirat und Ortsvorsteher nach der Hessischen Gemeindeordnung. Der Ortsbeirat besteht aus drei Mitgliedern. Bei den Kommunalwahlen in Hessen 2021 betrug die Wahlbeteiligung zum Ortsbeirat 76,55 %. Alle Kandidaten gehörten der Bürgerliste an. Der Ortsbeirat wählte Georg Flügel zum Ortsvorsteher.